# Saïd Benrahma
Mohamed Saïd Benrahma (Aïn Témouchent, 10 de agosto de 1995) é um futebolista profissional argelino que atua como extremo-esquerdo. Atualmente joga no Neom SC, da Arábia Saudita. Também representa a Seleção Argelina de Futebol.
Benrahma começou a sua carreira profissional no OGC Nice, tendo sido emprestado ao Angers, Gazélec Ajaccio e Châteauroux. Após se transferir para o Brentford, em 2018, destacou-se no Championship, marcando 27 golos em 83 partidas pelo clube londrino na competição. Em 2021 foi contratado pelo West Ham, da Premier League, inicialmente por empréstimo e posteriormente de forma definitiva.

## Carreira

### OGC Nice
Benrahma começou a sua carreira juvenil no clube argelino NRB Bethioua. Aos 11 anos, emigrou para França, onde integrou a formação do Balma SC e US Colomiers. Em 2013 assinou pelo OGC Nice, da Ligue 1. Saïd fez a sua estreia profissional na temporada 2013–14, às ordens do treinador Claude Puel, mas, entre 2013 e 2016, jogou maioritariamente pela equipa B do Nice, onde marcou 11 golos em 37 partidas. Pela equipa principal, Benrahma marcou 1 golo em 3 jogos na temporada 2014–15 e 2 golos em 10 jogos na temporada 2015–16.
Lesões recorrentes no tornozelo e a chegada do treinador Lucien Favre levaram a que Benrahma passasse os últimos anos da sua passagem pelo Nice emprestado a clubes da Ligue 1 - Angers - e Ligue 2 - Gazélec Ajaccio e Châteauroux. Em julho de 2018, Benrahma deixou definitivamente o Nice, tendo somado 3 golos em 18 jogos pela equipa principal.

### Brentford
A 6 de julho de 2018, Benrahma assinou um contrato de 4 anos (com opção de 1 ano adicional) pelo Brentford, do Championship, a troco de cerca de 2,7 milhões de libras. A 14 de agosto, o extremo estreou-se a marcar, no seu 3º jogo pelo clube, uma vitória por 4–2 na 1ª ronda da Taça da Liga Inglesa sobre o Southend United. A 29 de setembro, Saïd foi expulso por duplo amarelo num empate por 2–2 frente ao Reading. Após regressar de lesão em dezembro, Benrahma tornou-se titular do Brentford, atingindo, em janeiro de 2019, um bom momento de forma, marcando 9 golos em 14 jogos no Championship. Foi nomeado para o prémio de Jogador do Mês dos Adeptos da PFA em janeiro e fevereiro. Além disso, um dos três golos que marcou numa vitória por 5–1 sobre o Hull City foi considerado Golo do Mês do Championship em fevereiro e Golo da Temporada do Brentford. A época 2018–19 de Benrahma terminou mais cedo devido a uma lesão no tornozelo sofrida em abril, totalizando 11 golos em 45 partidas.
Benrahma falhou toda a pré-época de 2019–2020 do Brentford devido a lesão. Regressou aos treinos em meados de agosto de 2019, recuperando a titularidade no final do mês. Nessa temporada, Saïd marcou 17 golos em 46 partidas (incluíndo 2 hat-tricks), levando a que fosse eleito Jogador do Ano pelos adeptos do Brentford e incluído na Equipa do Ano do Championship. Além disso, venceu os prémios de Jogador do Mês dos Adeptos da PFA em janeiro de 2020 e Jogador do Mês do Championship em julho de 2022. Muito graças ao desempenho de Benrahma, o Brentford chegou à final do play-off do Championship de 2020, onde foi derrotado por 2–1 pelo Fulham. Por fim, nessa época, Saïd foi também nomeado para os prémios de Jogador do Ano da EFL nos London Football Awards de 2020 e de Jogador do Ano dos Adeptos de 2019–20, atribuído pela PFA.
Durante a pré-época de 2020–21, Benrahma foi associado a diversos clubes. No entanto, o treinador Thomas Frank não convocou o extremo para os primeiros jogos da temporada. A 26 de setembro de 2020, Saïd entrou pela primeira vez em campo na época, substituindo Sergi Canós aos 73 minutos de um empate por 1–1 frente ao Millwall. Foi titular no jogo seguinte, contra o rival Fulham, na 4ª ronda da Taça da Liga Inglesa, onde marcou numa vitória por 3–0 e recebeu os prémios de Homem do Jogo e Melhor Golo da Ronda.

### West Ham United
A 16 de outubro de 2020, Benrahma assinou pelo West Ham United, da Premier League, por empréstimo de uma temporada com obrigação de compra. Estreou-se pelo clube a 31 de outubro, entrando como suplente numa derrota por 2–1 frente ao Liverpool, no campeonato. A 11 de dezembro, foi pela primeira vez titular pelos Hammers, numa vitória por 2–1 sobre o Leeds United.
A 29 de janeiro de 2021, o West Ham cancelou prematuramente o empréstimo de Benrahma, contratando definitivamente o extremo, de forma a liberar uma vaga de empréstimos domésticos para Jesse Lingard, cedido pelo Manchester United. Os Hammers pagaram 25 milhões de libras + 5 milhões em bónus mediante cumprimento de objetivos por Benrahma, que se tornou o 3º jogador mais caro da história do clube, atrás de Sébastien Haller e Felipe Anderson. A 15 de maio de 2021, Benrahma marcou o seu primeiro golo pelo West Ham, num empate no campeonato por 1 1nno terreno do righton & Hove Albion
A 6 de novembro de 2022, Benrahma marcou numa derrota por 2–1 frente ao Crystal Palace. O golo, no qual a bola atingiu uma velocidade de 107,17 km/h, foi considerado o mais potente da temporada 2022–23 da Premier League.

### Lyon
Após empréstimo de uma temporada, no dia 30 de junho de 2024, transferiu-se em definitivo para o Lyon.

## Carreira Internacional
Em setembro de 2015, Benrahma foi pela primeira vez convocado pela Seleção Argelina para amigáveis contra Guiné e Senegal. A 13 de outubro, fez a sua estreia internacional, substituindo Baghdad Bounedjah aos 70 minutos de uma vitória por 1–0 sobre o Senegal. Um mês depois, Saïd foi convocado para 2 jogos de qualificação para o Mundial 2018 contra a Tanzânia, mas não chegou a entrar em campo. Na temporada 2018–19, o seu bom momento de forma pelo Brentford valeu-lhe uma convocatória para 2 partidas de qualificação para a Taça das Nações Africanas de 2019. A 26 de março de 2019, somou a sua 2ª internacionalização, numa vitória por 1–0 sobre a Tunísia. Benrahma foi incluído na pré-convocatória argelina para a Taça das Nações Africanas de 2019, mas foi forçado a retirar-se devido a uma lesão.
Benrahma marcou o seu primeiro golo internacional a 12 de novembro de 2021, numa vitória fora por 4–0 sobre o Djibouti, num jogo de qualificação para o Mundial 2022. O extremo foi incluído na convocatória argelina para a Taça das Nações Africanas de 2021.

## Vida Pessoal
Benrahma nasceu em Aïn Témouchent e cresceu em Sidi Bel Abbès. Aos 11 anos de idade, emigrou com os seus pais para Toulouse, na França, pelo que possui passaporte francês. O pai de Benrahma faleceu em janeiro de 2020; o extremo dedicou-lhe os seus 5 golos seguintes.

## Estatísticas de Carreira

### Clube
- Atualizado até 7 de junho de 2023

| Clube                  | Temporada    | Campeonato         | Campeonato | Campeonato | Taça  | Taça  | Taça da Liga | Taça da Liga | Competições Europeias | Competições Europeias | Outros | Outros | Total | Total |
| Clube                  | Temporada    | Divisão            | Jogos      | Golos      | Jogos | Golos | Jogos        | Golos        | Jogos                 | Golos                 | Jogos  | Golos  | Jogos | Golos |
| ---------------------- | ------------ | ------------------ | ---------- | ---------- | ----- | ----- | ------------ | ------------ | --------------------- | --------------------- | ------ | ------ | ----- | ----- |
| Nice II                | 2013–14      | National 2 Grupo C | 12         | 3          | —     | —     | —            | —            | —                     | —                     | —      | —      | 12    | 3     |
| Nice II                | 2014–15      | National 2 Grupo C | 13         | 5          | —     | —     | —            | —            | —                     | —                     | —      | —      | 13    | 5     |
| Nice II                | 2015–16      | National 2 Grupo C | 2          | 0          | —     | —     | —            | —            | —                     | —                     | —      | —      | 2     | 0     |
| Nice II                | 2016–17      | National 2 Grupo D | 10         | 3          | —     | —     | —            | —            | —                     | —                     | —      | —      | 10    | 3     |
| Nice II                | Total        | Total              | 37         | 11         | 0     | 0     | 0            | 0            | 0                     | 0                     | 0      | 0      | 37    | 11    |
| Nice                   | 2013–14      | Ligue 1            | 5          | 0          | 0     | 0     | 0            | 0            | 0                     | 0                     | —      | —      | 5     | 0     |
| Nice                   | 2014–15      | Ligue 1            | 3          | 1          | 0     | 0     | 0            | 0            | —                     | —                     | —      | —      | 3     | 1     |
| Nice                   | 2015–16      | Ligue 1            | 9          | 2          | —     | —     | 1            | 0            | —                     | —                     | —      | —      | 10    | 2     |
| Nice                   | Total        | Total              | 17         | 3          | 0     | 0     | 1            | 0            | 0                     | 0                     | 0      | 0      | 18    | 3     |
| Angers (emp.)          | 2015–16      | Ligue 1            | 12         | 1          | 1     | 0     | —            | —            | —                     | —                     | —      | —      | 13    | 1     |
| Angers II (emp.)       | 2015–16      | National 2 Grupo B | 3          | 1          | —     | —     | —            | —            | —                     | —                     | —      | —      | 3     | 1     |
| Gazélec Ajaccio (emp.) | 2016–17      | Ligue 2            | 15         | 3          | 0     | 0     | —            | —            | —                     | —                     | —      | —      | 15    | 3     |
| Châteauroux (emp.)     | 2017–18      | Ligue 2            | 31         | 9          | 3     | 3     | —            | —            | —                     | —                     | —      | —      | 34    | 12    |
| Brentford              | 2018–19      | Championship       | 38         | 10         | 4     | 0     | 3            | 1            | —                     | —                     | —      | —      | 45    | 11    |
| Brentford              | 2019–20      | Championship       | 43         | 17         | 0     | 0     | 0            | 0            | —                     | —                     | 3      | 0      | 46    | 17    |
| Brentford              | 2020–21      | Championship       | 2          | 0          | —     | —     | 1            | 2            | —                     | —                     | —      | —      | 3     | 2     |
| Brentford              | Total        | Total              | 83         | 27         | 4     | 0     | 4            | 3            | 0                     | 0                     | 3      | 0      | 94    | 30    |
| West Ham               | 2020–21      | Premier League     | 30         | 1          | 3     | 0     | —            | —            | —                     | —                     | —      | —      | 33    | 1     |
| West Ham               | 2021–22      | Premier League     | 32         | 8          | 2     | 0     | 2            | 0            | 12                    | 3                     | —      | —      | 48    | 11    |
| West Ham               | 2022–23      | Premier League     | 35         | 6          | 3     | 2     | 1            | 0            | 13                    | 4                     | —      | —      | 52    | 12    |
| West Ham               | Total        | Total              | 97         | 15         | 8     | 2     | 3            | 0            | 25                    | 7                     | 0      | 0      | 133   | 24    |
| Career total           | Career total | Career total       | 294        | 70         | 16    | 5     | 8            | 3            | 25                    | 7                     | 3      | 0      | 347   | 85    |

1. ↑  Inclui Coupe de France e FA Cup
2. ↑  Inclui Coupe de la Ligue e EFL Cup
3. ↑  Jogos nos play-offs do Championship
4. ↑  Emprestado pelo Brentford até 29/01/2021
5. ↑  Jogos na Liga Europa
6. ↑  Jogos na Liga Conferência

### Internacional
- Atualizado até 19 de novembro de 2022[39]

| Seleção | Ano   | Jogos | Golos |
| ------- | ----- | ----- | ----- |
| Argélia | 2015  | 1     | 0     |
| Argélia | 2019  | 2     | 0     |
| Argélia | 2020  | 3     | 0     |
| Argélia | 2021  | 8     | 1     |
| Argélia | 2022  | 5     | 0     |
| Total   | Total | 19    | 1     |

| Nº | Data                   | Local                                        | Adversário | Placar | Resultado | Competição                       |
| -- | ---------------------- | -------------------------------------------- | ---------- | ------ | --------- | -------------------------------- |
| 1  | 12 de novembro de 2021 | Estádio Internacional do Cairo, Cairo, Egito | Djibouti   | 2–0    | 4–0       | Qualificação para o Mundial 2022 |

## Títulos
West Ham United
- Liga Conferência: 2022–23[45]

Individual
- Jogador do Mês dos Adeptos da PFA: janeiro de 2020[20]
- Jogador do Mês do Championship: julho de 2020[21]
- Jogador do Ano dos Adeptos do Brentford: 2019–20[17]
- Equipa do Ano do Championship: 2019–20[18]